# Anton Jelinek

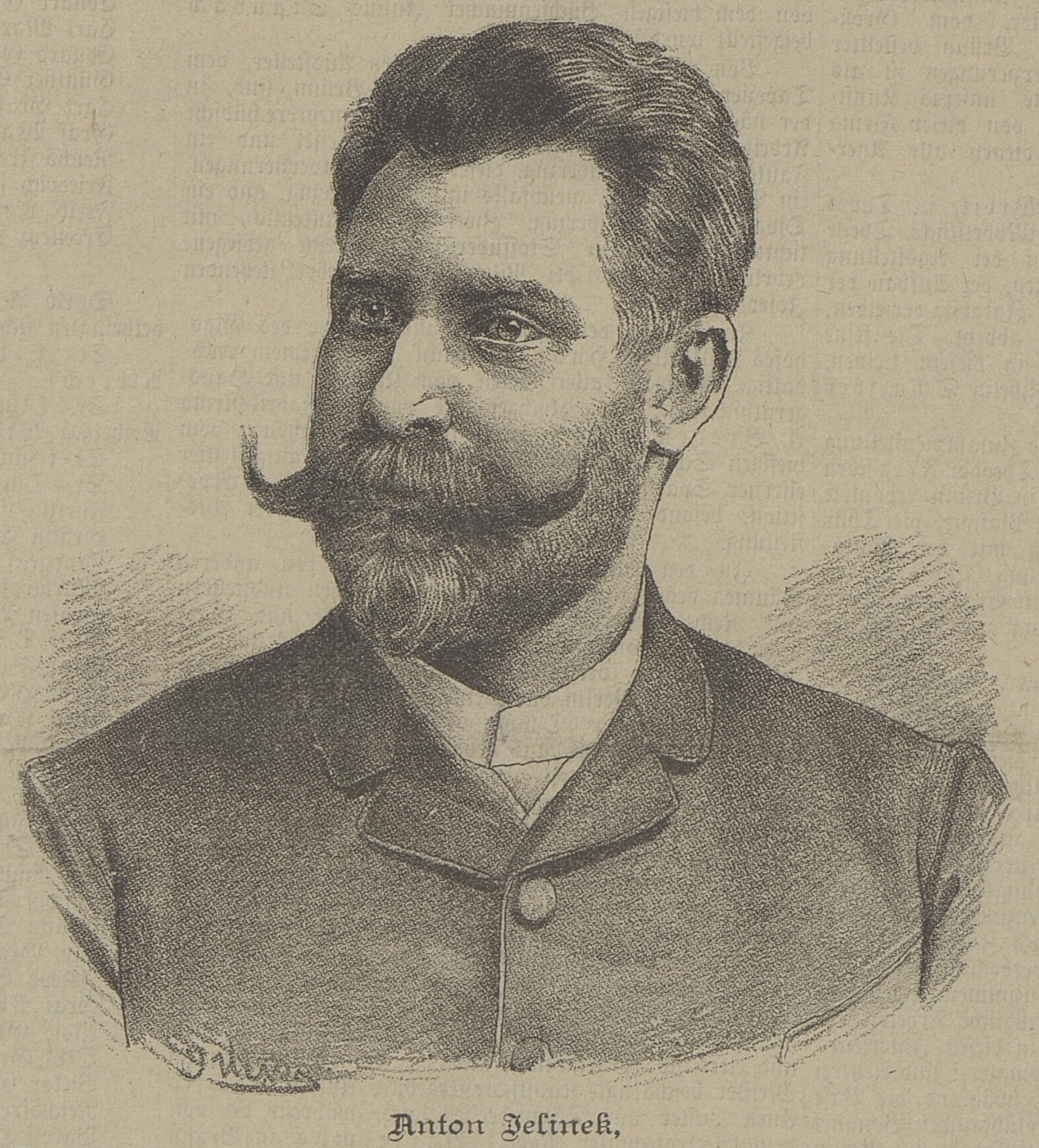
Anton Jelinek

Anton Jelinek (* 17. Januar 1855 in Groß Seelowitz, heute Židlochovice; † 10. April 1931 in Brünn) war ein österreichischer Bauunternehmer und Politiker.

## Leben
Als Sohn eines Stadtbaumeisters geboren, studierte Jelinek nach dem Besuch der Oberrealschule in Brünn an der Deutschen Technischen Hochschule Brünn. Während seines Studiums wurde er 1874 Mitglied der Burschenschaft Moravia Brünn. Er war Einjährig-Freiwilliger im 2. Landwehr-k.u.k. Dragoner-Regiment, zuletzt als Oberleutnant. Er wurde Diplomingenieur, trat in das Baugeschäft seines Vaters ein und wurde Baumeister. Nach dem Tod seines Vaters übernahm er 1884 dessen Firma, mit der unter anderem die städtische Bürgerversorgungs-Anstalt, die Doppelvolksschule in Altbrünn, die Kaiser-Franz-Josef-Schule, einen Anbau des Mährischen Gewerbemuseums, das Deutsche Haus und die Staatsgewerbeschule baute.
Er war unter anderem Mitglied des Gemeindeausschusses und des Ausschusses des ersten Bezirks der Landeshauptstadt Brünn sowie Obmann der Krankenkasse. Er war Ober-Schützenmeister der Brünner bürgerlichen Schützengesellschaft und im Vorstand des Landes-Hauptschießstandes für Mähren. 1902 wurde er Stadtbaumeister von Brünn, Stadtrat und Stellvertreter des Bürgermeisters.

## Ehrungen
- 1913: Ehrenbürger der Stadt Brünn